# Gaglioppo
Il Gaglioppo è un vitigno a bacca nera autoctono calabrese, il cui utilizzo è previsto dai disciplinari per la produzione del Cirò DOC e del Melissa DOC nelle varianti rosso classico, rosato e riserva. Il Gaglioppo, insieme al Greco di Bianco e al Mantònico, rappresenta forse l'unico tipo di vitigno calabro rinomato in contesti enologici nazionali ed europei.
Il clima calabrese caldo e secco, la particolarità del terreno arido e i vigneti non irrigui rappresentano le condizioni necessarie per la produzione di questo vino, caratterizzato da una maturazione precoce e di elevata resistenza.
È un vitigno a bacca rossa, con grappoli di medie dimensioni e di forma conica.
Il colore del vino rosso ottenuto è rubino intenso, che col tempo si evolve in un ricco bouquet, mentre quello del rosato è rosa brillante e presenta un bouquet floreale e fruttato. Il Gaglioppo produce vini robusti e strutturati con note di frutta rossa e spezie.

## Storia
Le origini del Gaglioppo sono remote. Secondo la tradizione, il vitigno è stato introdotto in Calabria dagli antichi Greci, che lo coltivavano sulla costa ionica. Il nome Gaglioppo deriva dal dialetto calabrese "gaglioppo", che significa "pugno chiuso". La denominazione fa riferimento alla forma dei grappoli, che sono compatti e tondeggianti. Questo è il vitigno più emblematico della Calabria ed è utilizzato principalmente nella produzione del vino rosso Cirò.
Il Gaglioppo si pensava fosse di origine greca, ma recenti studi hanno analizzato il DNA del vino, che invece è di origine italiana. Si ritiene che sia un discendente del vino calabrese Mantonico di Bianco. In precedenza si sosteneva che fosse stato introdotto nell'Italia meridionale più o meno nello stesso periodo del vitigno Aglianico.
Uno studio italiano ha pubblicato nel 2008 la tipizzazione del DNA, che ha mostrato una stretta relazione genetica tra il Sangiovese da un lato e altri dieci vitigni italiani dall'altro, incluso il Gaglioppo. È quindi probabile che il Gaglioppo sia un incrocio di Sangiovese e un altro vitigno, finora non identificato.

## Sinonimi
Il Gaglioppo è noto anche con i sinonimi Aglianico di Cassano, Arvino, Gaglioppa, Gaglioppa nera, Gaglioppo di Ciro, Gaglioppo nero, Gaglioppo Paesano, Gagliuoppo, Gaioppo, Galaffa, Galloffa, Galloppo, Galloppolo, Galoffa, Lacrima di Cosenza, Lacrima nera, Lancianese, Latifolia, Maghioccu nero, Magliocco, Magliocco Antico, Magliocco Dolce, Magliocco Tondo, Magliocolo nero, Maioppa, Mantonico nero, Montonico nero e Uva Navarra.